# Dasydytidae
Famille
Les Dasydytidae sont une famille de gastrotriches.

## Liste des genres
Selon World Register of Marine Species (22 juin 2025) :
- Anacanthoderma Marcolongo, 1910
- Chitonodytes Remane, 1936
- Dasydytes Gosse, 1851
- Haltidytes Remane, 1936
- Ornamentula Kisielewski, 1991
- Setopus Grünspan, 1908
- Stylochaeta Hlava, 1904

## Systématique
Cette famille a été décrite par Daday en 1905.

## Publication originale
- (de) E. von Daday, « Untersuchungen über die Süßwasser-Mikrofauna Paraguays », Zoologica, 1905, vol. 18, n. 44, p. 1-370 [lire en ligne].